# Gerhard Christian von Stöcken
Gerhard Christian von Stöcken, född 13 januari 1671, död 13 augusti 1728 i Köpenhamn, var en dansk officer, bror till Cai Burchard, Christopher Ernst, Abigael Marie och Hans Henrik von Stöcken.
Han var son till geheimerådet Henrik von Stöcken. Som ung tog han värvning i utländsk krigstjänst, både venetiansk i Hannibal Løwenschilds regemente på Morea (Peloponessos) och i fransk tjänst. Han upptogs 1691–1692 som capitain reformé vid Dronningens Livregiment, 1696 som överstelöjtnant vid Jyske Infanteriregement, men först 1697 trädde han verkligen in i den danska armén, då som överstelöjtnant vid prins Georgs Regiment. Han deltog 1700 i fälttåget i hertigdömena (Slesvig-Holsten) och följde samma år med hjälptrupperna till Sachsen och sedan till Italien, blev 1701 befordrad till överste, men avgick vid reduktionen 1703. 
Året därpå återvände han till kåren som regementschef, men anställdes på hösten av den danska kåren som kämpade i Nederländerna som chef för 1:a bataljonen av Prins Georgs Regiment. Han blev 1709 brigadgeneral, och 1712 generalmajor. Efter kårens hemkomst till Danmark 1714 deltog Stöcken i belägringen av Stralsund och blev, när fästningen var intagen, kommendant där tills fredsuppgörelsen 1720. Året efter blev han kommendant i Glückstadt, 1724 i Citadellet Frederikshavn. År 1723 mottog han Det hvide Bånd. Han dog den 13 augusti 1728 och var gift med Francisca Felicitas van der Veckenen (1689–24 december 1766), vars far var prokansler i hertigdömet Geldern. Hon blev 1752 Dame de l'union parfaite.